# 1393
Cette page concerne l'année 1393  du calendrier julien.
L'année 1393 est une année commune qui commence un mercredi.

## Événements
- Mai : Tamerlan entre victorieusement dans Chiraz[1].
- 22 mai : chute de la dynastie des Muzaffarides[2].
- Juin : Tamerlan quitte Chiraz pour Ispahan et Hamadan[1].
- 10 octobre : Tamerlan prend Bagdad aux Jalayirides[3].
- 13 novembre : mort d'Abû al-`Abbâs à Taza[4]. Début du règne de Abu Faris Abd al-Aziz ben Ahmad, sultan mérinide (fin en 1396)[5].

- Une escadre espagnole razzie Lanzarote aux îles Canaries. Elle ramène de la cire, des peaux de boucs et des animaux vivants[6].

- Ramesuan, roi d'Ayutthaya, envahit de nouveau le Cambodge. Angkor est prise (1393-1394)[7].

- Le recensement de la population chinoise indique 60,5 millions d’habitants[8].

### Europe
- Année exceptionnellement chaude[9].

- 28 janvier : bal des ardents, au cours d'une fête à l'Hôtel Saint-Pol, le roi Charles VI manque de périr brûlé[10].
- 20 mars : Venceslas IV de Bohême, fils de l’empereur Charles IV, entre en conflit avec l’archevêque de Prague qui veut une collaboration étroite avec les seigneurs laïques. Il fait arrêter le vicaire général de Prague, Jean de Nepomuk, qui est torturé et jeté dans la Vltava[11]. Considéré comme un martyr, il sera canonisé en 1729 (saint Jean Népomucène).
  - Ce conflit entre le roi et l’archevêque est l’indice d’une crise religieuse grave : l’Église de Bohême, très riche, possède près de la moitié des terres et des forêts du pays, alors que la couronne n’en a qu’un sixième. Les charges ecclésiastiques sont très convoitées par la noblesse, tandis que le bas clergé, misérable, rêve d’un partage des richesses.
- 28 avril : trêve de Leulinghem négociée entre la France et l'Angleterre[12].
- Mai : le roi d’Aragon, après le massacre et le départ de nombreux Juifs, les plus imposables de ses sujets et les plus capables de tenir ses finances, demande à Hasdaï Crescas d’organiser le repeuplement de la juderia de Barcelone, aidé de deux Juifs de chaque communauté demeurée intacte, Saragosse, Huesca, Calatayud, Daroca, en Aragon, Lérida et Gérone en Catalogne, Murviedro à Valence[13].
- Juin :
  - Nouvelle crise de folie du roi Charles VI de France[14].
  - Raid de corsaires d'Ifriqiya à Syracuse. Ils enlèvent un grand nombre de captifs, parmi lesquels l'évêque qui reste prisonnier trois ans[15].
- 13 juillet : le doge de Gênes Antoine Montalto est renversé par un soulèvement et remplacé par François Giustiniani (fin le 30 août)[16].
- 17 juillet : prise de Tarnovo par les Ottomans[17]. Bayazid Ier achève de conquérir la Serbie, la Thessalie et la Bulgarie de 1393 à 1395.
- 30 juillet : troubles à Pérouse. Le pape Boniface IX doit quitter la ville pour Assise. Le condottiere Biordo Michelotti entre quelques jours plus tard dans la ville et prend le pouvoir (fin en 1398)[18]. De 1393 à 1516, Pérouse connaît quatre régimes seigneuriaux différents. Cette instabilité entraîne la volonté des nouveaux maîtres d’enraciner leur pouvoir dans une légitimité souvent fabriquée de toutes pièces, en gardant intact en apparence les organes de la cité.
- 1er novembre : Antoine Montalto reprend le pouvoir à Gênes (fin en 1394)[16].

- Guerre entre Olivier V de Clisson et le duc Jean IV de Bretagne, protecteur de Pierre de Craon le Grand (fin en 1395)[19].